# Ali Jamal Zaghab
Ali Jamal Zaghab, né le 3 juin 1988, à Aqaba, en Jordanie, est un joueur jordanien de basket-ball. Il évolue aux postes d'ailier fort et de pivot.